# Знаменский сельсовет (Красноярский край)
Знаменский сельсовет - сельское поселение в Минусинском районе Красноярского края.
Административный центр — село Знаменка.

## Население
| 2010 | 2012  | 2013  | 2014  | 2015  | 2016  | 2017  |
| ---- | ----- | ----- | ----- | ----- | ----- | ----- |
| 3489 | ↗3570 | ↘3521 | ↗3524 | ↘3425 | ↘3400 | ↘3399 |

## Состав сельского поселения
В состав сельского поселения входят 5 населённых пунктов:
| № | Населённый пункт | Тип населённого пункта       | Население |
| - | ---------------- | ---------------------------- | --------- |
| 1 | Верхняя Коя      | село                         | 333       |
| 2 | Восточное        | село                         | 534       |
| 3 | Знаменка         | село, административный центр | 2262      |
| 4 | Пригородный      | посёлок                      | 122       |
| 5 | Сухое Озеро      | посёлок                      | 238       |

## Местное самоуправление
Знаменский сельский Совет депутатов
Дата избрания: 23.09.2020. Срок полномочий: 5 лет. Количество депутатов:  10
Глава муниципального образования
- Воронцов Борис Валентинович. Дата избрания: 14.08.2020 г. Срок полномочий: 5 лет